# Kalhangerga, Jevargi
Kalhangerga là một làng thuộc tehsil Jevargi, huyện Gulbarga, bang Karnataka, Ấn Độ.